# Fabriciana pelopia
Fabriciana pelopia är en fjärilsart som beskrevs av Moritz Balthasar Borkhausen 1788. Fabriciana pelopia ingår i släktet Fabriciana och familjen praktfjärilar. Inga underarter finns listade i Catalogue of Life.